# S.O.S ロマンティック
「S.O.S ロマンティック」（エス・オー・エス・ロマンティック）は、CASCADEの5枚目のシングル。1998年4月22日にビクターエンタテインメントから発売された。

## 概要
アルバム『80*60=98』の先行シングル。初回プレス盤のみスペシャルプラケース仕様となっている。

## 収録曲
1. S.O.S ロマンティック
作詞：MASASHI・TAMA、作曲：MASASHI、編曲：CASCADE・藤井丈司
  - テレビ朝日系｢所さんのこれアリなんじゃないの!?｣エンディング・テーマ
2. チェルシー（Live at 武道館）
作詞・作曲：MASASHI、編曲：CASCADE
  - アルバム『beautiful human life』に収録されていた曲のライブ音源。
3. S.O.S ロマンティック（Instrumental）

## 他のアーティストによるカバー
| 曲名                 | 発売日        | アーティスト       | 収録作品                                                                    | 備考 |
| -------------------- | ------------- | ------------------ | --------------------------------------------------------------------------- | ---- |
| S.O.S ロマンティック | 2011年1月26日 | Mix Speaker's,Inc. | カバーコンピレーションアルバム『CRUSH! -90's V-Rock best hit cover songs-』 |      |